# پیتر لایونز کولیستر
پیتر لایونز کولیستر (انگلیسی: Peter Lyons Collister؛ زادهٔ ۹ مارس ۱۹۵۶) یک فیلم‌بردار اهل ایالات متحده آمریکا است.

## فیلم‌شناسی
- Avenging Angel (۱۹۸۵)
- چشم ببر (۱۹۸۶)
- Can't Buy Me Love (۱۹۸۷)
- You Can't Hurry Love (۱۹۸۸)
- Halloween 4: The Return of Michael Myers (۱۹۸۸)
- نبض (۱۹۸۸)
- شبح اپرا: فیلم سینمایی (۱۹۸۹)
- Problem Child (۱۹۹۰)
- Poetic Justice (۱۹۹۳)
- Dunston Checks In (۱۹۹۶)
- The Beautician and the Beast (۱۹۹۷)
- The Replacement Killers (۱۹۹۸)
- Deuce Bigalow: Male Gigolo (۱۹۹۹)
- The Master of Disguise (۲۰۰۲)
- آقای دیدز (۲۰۰۲)
- Surviving Christmas (۲۰۰۴)
- آمیتی‌ویل هارور (۲۰۰۵)
- گارفیلد ۲ (۲۰۰۶)
- آلوین و سنجاب‌ها (۲۰۰۷)
- Furry Vengeance (۲۰۱۰)
- هاپ (۲۰۱۱)